# مطلق الذيابي
مطلق بن مخلد بن حبيب الله الذيابي الروقي العتيبي واسمهُ الفني «سمير الوادي»، مذيع وشاعر ومطرب سعودي ولد في عمان عام 1928م (1346هـ)، يُعتبر من المؤسسين الذين وضعوا اللبنة الأولى في مسيرة الفن السعودي.

## نشأته

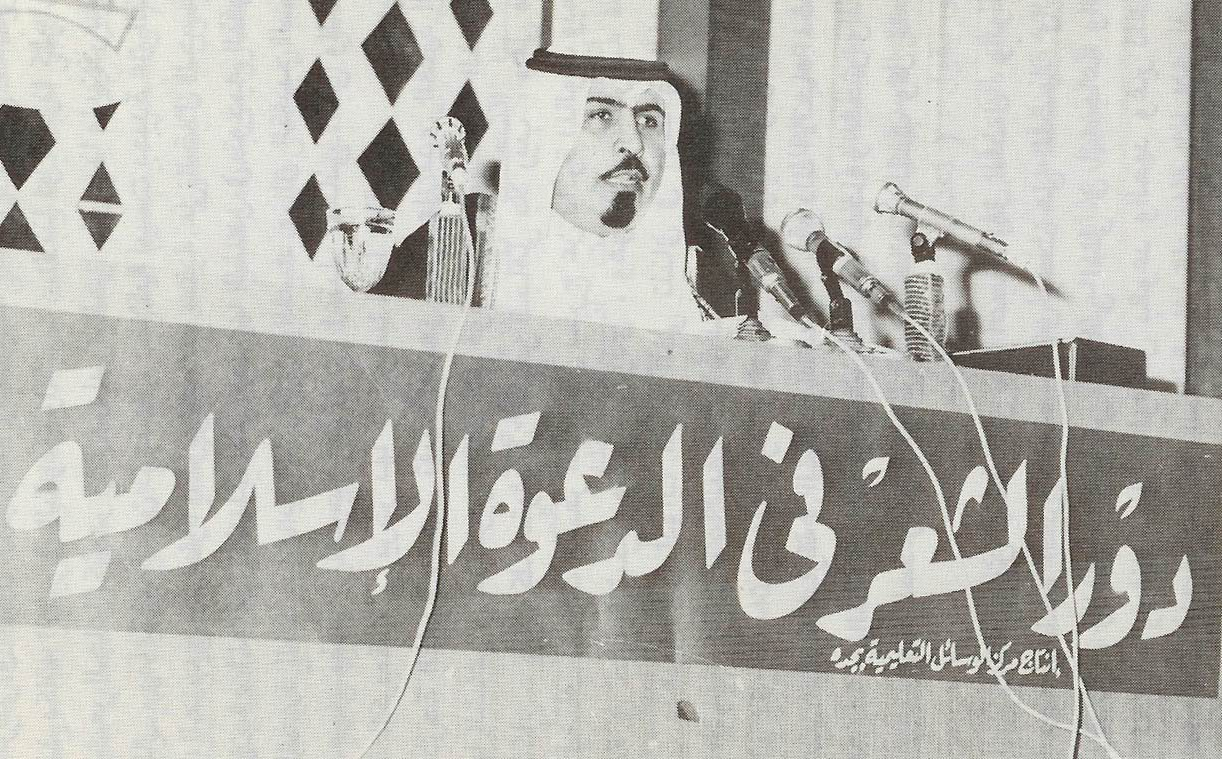

ولد في الأردن بعمّان عام 1346هـ ترعرع في أحضان أسرته التي كانت محافظة على الدين الإسلامي الحنيف، ثم انتقل مع أسرته إلى المملكة العربية السعودية في مكة عام 1373هـ، أحب الفن منذ نعومة أظافره فضلاً عن حبه للشعر والأدب كان الراحل شغوفاً بالغناء والموسيقى وقد عانى الكثير في مسيرته الفنية، لأن والده لم يوافق على تعلمه الموسيقى والغناء.

## بدايته المهنية
كان أول منصب عمل فيه وكيلاً للجوازات والجنسية بمكة المكرمة، وتدرج فيه بعد ذلك، ثم بدا يعمل في المديرية العامة للإذاعة والصحافة والتي تحولت بعد ذلك إلى وزارة الإعلام.
رأس القسم الموسيقي في إذاعة جدة.

## مسيرته الإعلامية
شكل طوال مسيرته الإعلامية والأدبية نقاطاً مضيئة في عقود مضت كانت المملكة العربية السعودية مع بداية نشأتها تنظر للمثقف والمطلع والمستنير وصاحب الرأي النير نظرة إجلال وإكبار على المستوى الرسمي والشعبي وبغض النظر عن المؤهل الدراسي والتحصيل العلمي. فالراحل مطلق الذيابي لم يكن في عام 1952م، حينما التحق بالعمل الحكومي، يحمل أي مؤهل دراسي حتى الابتدائية، إلا أن الشافع له بالقبول في العمل الإذاعي بعد نشأة الإذاعة بسنوات قلائل أنه يقرأ و يكتب ويجيد قراءة الشعر ونظمه، وكان لديه إلمام تام بالموسيقى والعزف على آلتي العود والكمان وتمتعه بصوت جذاب إلقاءً وغناء. عمل كإعلامي بارز، وقدّم العديد من البرامج الإذاعية، من بينها "من البادية" و"ثمرات الأوراق" و"ألحان من الجزيرة العربية".
انتقل لاحقًا إلى القسم الموسيقي، حيث غنى له عدد من الفنانين المعروفين، مثل: وديع الصافي وعادل مأمون وطلال مداح ومحمد عبده (مغني) وغيرهم في الوطن العربي من فنانين وفنانات. تمتع مطلق الذيابي بإحساس مرهف، فكان عطاءه للفن وافراً ومتجدداً، فكان له الباع الطويل في النهوض بالثقافة والأدب بالمملكة العربية السعودية وبمستوى الأغنية السعودية والعربية فقد أشاد بموهبته الكثير من الفنانين وعلى رأسهم الموسيقار محمد عبد الوهاب الذي قال في لقاء له: (مطلق الذيابي «سمير الوادي» خامةٌ فنية وصوته نادرةٌ في السعودية فألحانه ذات طابع كلاسيكية مميزه، يغوص في اللحن مثلما يغوص في الشعر حقيقةً ألحانه جميلةً جداً وأنا أحبها) وعمالقة الشعر مثل الأستاذ طاهر زمخشري—القائل فيه:
وفي بيانه أبياتاً للشيخ أبو تراب الظاهري—القائل:

## دور مطلق الذيابي في الإعلام والموسيقى
نال مطلق الذيابي إشادة من شخصيات بارزة مثل الشيخ علي الطنطاوي—في برنامج نور وهداية من تلفزيون المملكة العربية السعودية والذي قال فيه الشاعر والأديب محمد حسن فقي: «مطلق مخلد الذيابي.. ذلك الأديب الفنان الذي أسهم بكل طاقاته في خدمة وسائل الإعلام والصحافة ومجال الفنون حتى أثقل قلبه الكبير أثقالاً لم يحتمله فتوقف عن النبض..».
وعندما عمل رئيساً للقسم الموسيقي في الإذاعة التقى بكثير من الفنانين وكان أكثرهم في بدايتهم أمثال طلال مداح وطارق عبد الحكيم وغيرهم من الفنانين، كان أول لحن يقدمه للفنان محمد عبده (مغني) هي أغنية (سكبت دموع عيني)، إذ يعتبر الراحل مطلق الذيابي من المساهمين في بروز فنان العرب محمد عبده (مغني)، حيث كان يوجهه بكل حب لما وجد لديه من موهبة، وأول لقاء لهما كان بصحبة رفيقه الراحل عمر كدرس الذي عرفه على الفنان سمير الوادي..
اهتم  الذيابي بالتراث والفلكلور فقدم العديد من هذه الألوان وخصوصاً الأغنيات التي تنبع من الريف، فغنى للخيل والبادية. بالإضافة إلى ذلك، برع في تلحين القصائد الشعرية الفصحى والعامية.

## وفاته
توفي مطلق الذيابي يوم الجمعة من شهر صفر عام 1403هـ إثر نوبة قلبية، وقد بلغ من العمر 57 عاماً.

## أعماله الأدبية
- ديوان أطياف العذارى (1981م).
- ديوان غناء الشادي (1984م).[4]
- ذخائر الذيابي في الفكر الإسلامي والثقافة والأدب والفنون.

## أعماله الإعلامية
- من البادية.
- خاطره.
- كلمة حق.
- ثمرات الأوراق.
- عالم الأدب.
- ألحان من الجزيرة العربية.
- الموسيقى العالمية.
- ومضة.
- سهرة الأربعاء.

أعد مطلق الذيابي وقدم أكثر من 40 برنامجا إذاعيا تنوعت بين الفني والأدبي الثقافي، ويبدو أن أشهرها «سهرة المنوعات» و «نماذج فنية» في 1970 وبرنامج «أرجوزة العيد»، وبرنامج «قصة الأسبوع»، و«مجلة الإذاعة». واحتل برنامجه «البادية» مكاناً مرموقاً في خريطة البرامج الجماهيرية على الإذاعة السعودية.

## صدر عنه
كتاب الذيابي «تاريخ وذكريات» تأليف: الشريف منصور بن سلطان، وصدر عن نادي جدة الأدبي عام 1404هـ.